# Браян Ектон
Браян Ектон (нар. 1972) — американський програміст й інтернет-підприємець. Ектон є виконавчим головою Signal Technology Foundation, заснованої ним разом із Моксі Марлінспайком у 2018 році. Станом на 15 червня 2023 року Ектон також є генеральним директором Signal Messenger LLC.
Раніше працював у Yahoo!, разом з Яном Кумом є співзасновником WhatsApp, мобільного застосунку для обміну повідомленнями, придбаної компанією Facebook у лютому 2014 року за 19 мільярдів доларів США. Ектон покинув WhatsApp у вересні 2017 року, аби заснувати Signal Foundation. За даними журналу Forbes (2020), Ектон посів 836 сходинку найбагатших людей у світі зі статками 2,5 мільярда доларів.

## Молодість й освіта
Виріс у Мічигані, пізніше переїхав до Центральної Флориди, де закінчив середню школу Лейк Гауелл. Ектон отримав повну стипендію для вивчення інженерії в Пенсільванському університеті, але за рік розпочав навчання в Стенфорді. У 1994 році закінчив Стенфордський університет за спеціальністю «інформатика».

## Кар'єра
У 1992 році став системним адміністратором Rockwell International, пізніше — тестувальником продуктів в Apple Inc. й Adobe Systems. У 1996 році приєднався до Yahoo Inc.

### Yahoo!
У 1998 році Ян Кум прийняв його на роботу в Yahoo! як інженера інфраструктури, невдовзі після їхнього знайомства під час роботи тестувальником безпеки в Ernst & Young. Протягом наступних дев'яти років вони працювали в Yahoo!. Ектон інвестував у бум доткомів і втратив мільйони в бульбашці у 2000 році. У вересні 2007 року Кум й Ектон залишили Yahoo! та взяли річну відпустку, подорожуючи Південною Америкою. Кожен марно подав заявку на роботу у Facebook. У січні 2009 року Кум купив iPhone і зрозумів, що семимісячний магазин застосунків незабаром породить цілу нову галузь програм. Він відвідав свого друга Алекса Фішмана та поговорив про розробку застосунку. Кум майже одразу вибрав назву WhatsApp, оскільки вона звучала як «що сталося», а через тиждень, у свій день народження, 24 лютого 2009 року, Ян заснував WhatsApp Inc. у Каліфорнії.

### WhatsApp
У 2014 році Кум й Ектон продали WhatsApp компанії Facebook приблизно за 19 мільярдів доларів готівкою й акціями. За підрахунками Forbes, Ектон володів понад 20 % акцій компанії, що становить близько 3,8 мільярда доларів США.
У 2016 році Ектон очолював раунд фінансування Trak N Tell і залучив 3,5 мільйона доларів разом із двома іншими інвесторами.
У вересні 2017 року Ектон покинув WhatsApp. Браян повідомив Forbes, що він залишив суперечку з Facebook щодо монетизації WhatsApp і добровільно залишив 850 мільйонів доларів у вигляді опціонів, які не передали правами, за кілька місяців до завершення передачі прав. Він також сказав, що керівництво Facebook навчило його вводити в оману європейських регуляторів щодо намірів Facebook об'єднати дані користувачів Facebook і WhatsApp.

### Signal
Ектон залишив WhatsApp у вересні 2017 року, щоб заснувати новий фонд Signal Foundation, покликаний допомагати людям отримати доступ до приватного спілкування через програму для обміну зашифрованими повідомленнями. Наразі Signal широко використовується журналістами, правозахисниками та військовиками. В Україні є одним з найпопулярніших месенджерів серед військовиків.
У лютому 2018 року було оголошено, що Браян Ектон інвестує 50 мільйонів доларів у Signal. Це фінансування було позикою від Ектона для нової неприбуткової організації Signal Technology Foundation. До кінця 2018 року кредит зріс до 105 000 400 доларів США, термін погашення — 28 лютого 2068 року. Позика є беззаставною та не передбачає відсотків.
20 березня 2018 року Forbes повідомив, що Ектон публічно опублікував твіт на підтримку руху #DeleteFacebook на «новому рівні суспільної реакції». У листопаді 2019 року журналіст Стівен Леві запитав Ектона, чому він вирішив оприлюднити свої почуття. Ектон сказав, що відчуває, що настав час, оскільки на Facebook чиниться тиск.
Ектон є членом правління Signal Foundation.

### Благодійність
З 2014 року Браян Ектон і його дружина Теґан Ектон почали будувати благодійну мережу через фонд Wildcard Giving, який має три дочірніх фонди: Sunlight Giving, Acton Family Giving і Solidarity Giving.
У 2014 році подружжя заснувало Sunlight Giving, сімейний фонд, який займається підтримкою основних послуг малозабезпечених сімей з маленькими дітьми віком 0–5 років. Фонд також підтримує безпечні місця й організації, які забезпечують продовольчу безпеку, стабільність житла та доступ до медичної допомоги. Фонд підтримує малозабезпечені сім'ї з дітьми віком до п'яти років, які проживають у районі затоки Сан-Франциско. Це дочірня організація, що належить до сім'ї Wildcard Giving. Активи Sunlight Giving становлять 470 мільйонів доларів. Він виділив $6,4 млн у 2015 році, $19,2 млн у 2016 році та $23,6 млн у 2017 році. Цей приватний фонд допоміг із фінансуванням некомерційної організації Magnify Community, з метою перенаправлення пожертвувань філантропів у некомерційні організації.
У 2014 році Ектон допоміг створити Acton Family Giving і Solidarity Giving.
У 2019 році Forbes повідомляв, що Браян Ектон із дружиною уже пожертвували понад як 1 мільярд доларів на благодійні цілі.

## Особисте життя
Одружений на Теґан Ектон, проживає в Пало-Альто, Каліфорнія.